# Argentína az 1960. évi nyári olimpiai játékokon
Argentína az olaszországi Rómában megrendezett 1960. évi nyári olimpiai játékok egyik részt vevő nemzete volt. Az országot az olimpián 15 sportágban 92 sportoló képviselte, akik összesen 2 érmet szereztek.

## Érmesek
| Érem  | Versenyző                                  | Sportág    | Versenyszám |
| ----- | ------------------------------------------ | ---------- | ----------- |
| Ezüst | Héctor Calegaris Jorge del Río Jorge Salas | Vitorlázás | Sárkányhajó |
| Bronz | Abel Laudonio                              | Ökölvívás  | Könnyűsúly  |

## Atlétika
Férfi
| Versenyző        | Versenyszám     | Döntő     | Döntő    |
| Versenyző        | Versenyszám     | Idő       | Helyezés |
| ---------------- | --------------- | --------- | -------- |
| Gumersindo Gómez | Maraton         | 2:23:00,0 | 15.      |
| Walter Lemos     | Maraton         | 2:36:55,0 | 50.      |
| Osvaldo Suárez   | Maraton         | 2:21:26,6 | 9.       |
| Guillermo Weller | 50 km gyaloglás | kizárták  | kizárták |

## Birkózás
Kötöttfogású
| Versenyző       | Versenyszám | 1. forduló                    | 1. forduló | 1. forduló | 2. forduló                      | 2. forduló | 2. forduló | 3. forduló        | 3. forduló | 3. forduló | 4. forduló        | 4. forduló | 4. forduló | 5. forduló        | 5. forduló | 5. forduló | 6. forduló        | 6. forduló | 6. forduló | Döntő             | Döntő   | Döntő   | Helyezés |
| Versenyző       | Versenyszám | Ellenfél Eredmény             | Pont       | Hely.      | Ellenfél Eredmény               | Pont       | Hely.      | Ellenfél Eredmény | Pont       | Hely.      | Ellenfél Eredmény | Pont       | Hely.      | Ellenfél Eredmény | Pont       | Hely.      | Ellenfél Eredmény | Pont       | Hely.      | Ellenfél Eredmény | Pont    | Hely.   | Helyezés |
| --------------- | ----------- | ----------------------------- | ---------- | ---------- | ------------------------------- | ---------- | ---------- | ----------------- | ---------- | ---------- | ----------------- | ---------- | ---------- | ----------------- | ---------- | ---------- | ----------------- | ---------- | ---------- | ----------------- | ------- | ------- | -------- |
| Juan Rolón      | 73 kg       | Franz Berger (AUT) · 3-1      | 3          | =16.       | Stevan Horvat (YUG) · kétvállas | 7          | 24.        | kiesett           | kiesett    | kiesett    | kiesett           | kiesett    | kiesett    | kiesett           | kiesett    | kiesett    | kiesett           | kiesett    | kiesett    | kiesett           | kiesett | kiesett | 24.      |
| Julio Graffigna | 87 kg       | José Panizo (ESP) · kétvállas | 4          | =16.       | visszalépett                    | 4          | 17.        | kiesett           | kiesett    | kiesett    | kiesett           | kiesett    | kiesett    | kiesett           | kiesett    | kiesett    |                   |            |            | kiesett           | kiesett | kiesett | 17.      |

Szabadfogású
| Versenyző       | Versenyszám | 1. forduló                       | 1. forduló | 1. forduló | 2. forduló                  | 2. forduló | 2. forduló | 3. forduló                            | 3. forduló | 3. forduló | 4. forduló        | 4. forduló | 4. forduló | 5. forduló        | 5. forduló | 5. forduló | Döntő             | Döntő   | Döntő   | Helyezés |
| Versenyző       | Versenyszám | Ellenfél Eredmény                | Pont       | Hely.      | Ellenfél Eredmény           | Pont       | Hely.      | Ellenfél Eredmény                     | Pont       | Hely.      | Ellenfél Eredmény | Pont       | Hely.      | Ellenfél Eredmény | Pont       | Hely.      | Ellenfél Eredmény | Pont    | Hely.   | Helyezés |
| --------------- | ----------- | -------------------------------- | ---------- | ---------- | --------------------------- | ---------- | ---------- | ------------------------------------- | ---------- | ---------- | ----------------- | ---------- | ---------- | ----------------- | ---------- | ---------- | ----------------- | ------- | ------- | -------- |
| Juan Rolón      | 73 kg       | Sultan Mohammad Dost (AFG) · 1-3 | 1          | =7.        | Muhammed Bashir (PAK) · 3-1 | 4          | =9.        | Douglas Blubaugh (USA) · visszalépett | 8          | =14.       | kiesett           | kiesett    | kiesett    | kiesett           | kiesett    | kiesett    | kiesett           | kiesett | kiesett | 14.      |
| Julio Graffigna | 79 kg       | Hasan Güngör (TUR) · kétvállas   | 4          | =13.       | Fred Thomas (NZL) · 3-1     | 7          | =15.       | kiesett                               | kiesett    | kiesett    | kiesett           | kiesett    | kiesett    |                   |            |            | kiesett           | kiesett | kiesett | 15.      |

## Evezés
| Versenyző                                                    | Versenyszám              | Előfutam | Előfutam | Vigaszág | Vigaszág | Elődöntő | Elődöntő | Döntő   | Döntő   | Helyezés    |
| Versenyző                                                    | Versenyszám              | Idő      | Hely.    | Idő      | Hely.    | Idő      | Hely.    | Idő     | Hely.   | Helyezés    |
| ------------------------------------------------------------ | ------------------------ | -------- | -------- | -------- | -------- | -------- | -------- | ------- | ------- | ----------- |
| Pablo Ferrero Ricardo González                               | Kormányos nélküli kettes | 7:17,70  | 2.       | 7:28,84  | 2.       | 7:48,48  | 6.       | kiesett | kiesett | helyezetlen |
| Osvaldo Cavagnaro Mario Maire Jorge Somlay (kormányos)       | Kormányos kettes         | 8:02,36  | 4.       | 7:59,33  | 3.       |          |          | kiesett | kiesett | helyezetlen |
| Juan Huber Héctor Moni Ángel Pontarolo Vicente Vansteenkiste | Kormányos nélküli négyes | 6:52,32  | 5.       | 6:56,35  | 4.       |          |          | kiesett | kiesett | helyezetlen |

## Kerékpározás

### Országúti kerékpározás
| Versenyző                                                  | Versenyszám     | Idő             | Helyezés |
| ---------------------------------------------------------- | --------------- | --------------- | -------- |
| Ricardo Senn                                               | Mezőnyverseny   | 4:21:38 (+1:01) | 44.      |
| Federico Cortés Gabriel Niell Ricardo Senn Pedro Simionato | Csapat időfutam | 2:24:13,47      | 12.      |

### Pálya-kerékpározás
Üldözőverseny
| Versenyző                                                  | Versenyszám  | Selejtező                                                                                 | Selejtező | Selejtező | Negyeddöntő                                                                                | Negyeddöntő | Negyeddöntő | Elődöntő     | Elődöntő  | Elődöntő | Döntő        | Döntő     | Helyezés |
| Versenyző                                                  | Versenyszám  | Ellenfél Idő                                                                              | Saját idő | Hely.     | Ellenfél Idő                                                                               | Saját idő   | Hely.       | Ellenfél Idő | Saját idő | Hely.    | Ellenfél Idő | Saját idő | Helyezés |
| ---------------------------------------------------------- | ------------ | ----------------------------------------------------------------------------------------- | --------- | --------- | ------------------------------------------------------------------------------------------ | ----------- | ----------- | ------------ | --------- | -------- | ------------ | --------- | -------- |
| Héctor Acosta Juan Brotto Ernesto Contreras Alberto Trillo | Férfi csapat | Japán (JPN) · Kanji Kubomura · Tetsuo Osawa · Katsuya Saito · Nobuhira Takanuki · 4:45,87 | 4:44,44   | 1.        | Olaszország (ITA) · Luigi Arienti · Franco Testa · Mario Vallotto · Marino Vigna · 4:29,98 | 4:38,17     | 2.          | kiesett      | kiesett   | kiesett  | kiesett      | kiesett   | 5.       |

## Labdarúgás
| Argentin labdarúgócsapat-játékoskeret                                                                                 | Argentin labdarúgócsapat-játékoskeret                                                               |
| --- | --------------------------------------------------------------------------------------------------- |
| - Carlos Bilardo - Roberto Blanco - Roberto Bonnano - Pedro de Ciancio - Mario Desiderio - José Díaz - Salvador Ginel | - Juan Carlos Oleniak - Marwell Periotti - Raúl Pérez - Alberto Rendo - Juan Stauskas - Hugo Zarich |

### Eredmények
Csoportkör
C csoport
| Csapat        | M | Gy | D | V | G+ | G– | Gk | P |
| ------------- | - | -- | - | - | -- | -- | -- | - |
| Dánia         | 3 | 3  | 0 | 0 | 8  | 4  | +4 | 6 |
| Argentína     | 3 | 2  | 0 | 1 | 6  | 4  | +2 | 4 |
| Lengyelország | 3 | 1  | 0 | 2 | 7  | 5  | +2 | 2 |
| Tunézia       | 3 | 0  | 0 | 3 | 3  | 11 | –8 | 0 |

| 1960. augusztus 26. 21:00 |

| Dánia (DEN)                         | 3–2               | Argentína               |
| ----------------------------------- | ----------------- | ----------------------- |
| Sørensen 31' Harald Nielsen 46' 85' | (1–1) Jegyzőkönyv | Oleniak 20' Bilardo 88' |

| Róma Játékvezető: Liverani (olasz) |

| 1960. augusztus 29. 21:00 |

| Argentína (ARG) | 2–1               | Tunézia    |
| --------------- | ----------------- | ---------- |
| Oleniak 15' 82' | (1–1) Jegyzőkönyv | Kerrit 25' |

| Pescara Játékvezető: Zsolt (magyar) |

| 1960. szeptember 1. 21:00 |

| Argentína (ARG)       | 2–0               | Lengyelország |
| --------------------- | ----------------- | ------------- |
| Oleniak 38' Pérez 55' | (1–0) Jegyzőkönyv |               |

| Nápoly Nézőszám: 10 000 Játékvezető: S. Garan (török) |

| Csapat          | Helyezés |
| --------------- | -------- |
| Argentína (ARG) | 7.       |

## Lovaglás
Díjlovaglás
| Versenyző    | Ló       | Versenyszám | Selejtező | Selejtező | Döntő   | Döntő   | Végeredmény | Végeredmény |
| Versenyző    | Ló       | Versenyszám | Pont      | Hely.     | Pont    | Hely.   | Pont        | Helyezés    |
| ------------ | -------- | ----------- | --------- | --------- | ------- | ------- | ----------- | ----------- |
| Jorge Cavoti | Vidriero | Egyéni      | 828,0     | 15.       | kiesett | kiesett | 828,0       | 15.         |

Díjugratás
| Versenyző                               | Ló                     | Versenyszám | 1. forduló    | 1. forduló | 2. forduló | 2. forduló | Összesen    | Összesen    |
| Versenyző                               | Ló                     | Versenyszám | Pont          | Hely.      | Pont       | Hely.      | Pont        | Helyezés    |
| --------------------------------------- | ---------------------- | ----------- | ------------- | ---------- | ---------- | ---------- | ----------- | ----------- |
| Naldo Dasso                             | Final                  | Egyéni      | 4,00          | 2.         | 24,00      | =21.       | 28,00       | =7.         |
| Carlos D'Elia                           | Stromboli              | Egyéni      | 16,00         | =10.       | 20,00      | =17.       | 36,00       | 13.         |
| Ernesto Hartkopf                        | Baltasar               | Egyéni      | 19,25         | 18.        | 24,25      | 23.        | 43,50       | 19.         |
| Naldo Dasso Carlos D'Elia Jorge Lucardi | Final Huipil Stromboli | Csapat      | nem ért célba | kiesett    | 66,75      | 5.         | helyezetlen | helyezetlen |

Lovastusa
| Versenyző                                                           | Ló                               | Versenyszám | Díjlovaglás | Díjlovaglás | Tereplovaglás | Tereplovaglás | Díjugratás | Díjugratás | Végeredmény | Végeredmény |
| Versenyző                                                           | Ló                               | Versenyszám | Bünt.       | Hely.       | Bünt.         | Hely.         | Bünt.      | Hely.      | Bünt.       | Helyezés    |
| ------------------------------------------------------------------- | -------------------------------- | ----------- | ----------- | ----------- | ------------- | ------------- | ---------- | ---------- | ----------- | ----------- |
| César Madelón                                                       | Ceibera                          | Egyéni      | -130,50     | =36.        | -174,80       | 36.           | -2,00      | 10.        | -307,30     | 29.         |
| Carlos Moratorio                                                    | Mesonero                         | Egyéni      | -143,01     | 55.         | kizárták      | kizárták      | kiesett    | kiesett    | kiesett     | kiesett     |
| Fernando Urdapilleta                                                | Febo II                          | Egyéni      | -116,01     | 22.         | kizárták      | kizárták      | kiesett    | kiesett    | kiesett     | kiesett     |
| Ignacio Verdura                                                     | Desidia                          | Egyéni      | -103,50     | =16.        | kizárták      | kizárták      | kiesett    | kiesett    | kiesett     | kiesett     |
| César Madelón Carlos Moratorio Fernando Urdapilleta Ignacio Verdura | Ceibera Mesonero Febo II Desidia | Csapat      | -350,01     | 9.          | nem ért célba | nem ért célba | kiesett    | kiesett    | kiesett     | kiesett     |

## Műugrás
Női
| Versenyző          | Versenyszám    | Selejtező | Selejtező | Elődöntő | Elődöntő | Elődöntő | Döntő   | Döntő   | Döntő    |
| Versenyző          | Versenyszám    | Pont      | Helyezés  | Pont     | Össz.    | Helyezés | Pont    | Össz.   | Helyezés |
| ------------------ | -------------- | --------- | --------- | -------- | -------- | -------- | ------- | ------- | -------- |
| Cristina Hardekopf | Egyéni műugrás | 41,87     | 18.       | kiesett  | kiesett  | kiesett  | kiesett | kiesett | kiesett  |

## Ökölvívás
| Versenyző          | Versenyszám   | Selejtező         | 32-es főtábla                 | Nyolcaddöntő                           | Negyeddöntő                      | Elődöntő                    | Döntő             | Helyezés |
| Versenyző          | Versenyszám   | Ellenfél Eredmény | Ellenfél Eredmény             | Ellenfél Eredmény                      | Ellenfél Eredmény                | Ellenfél Eredmény           | Ellenfél Eredmény | Helyezés |
| ------------------ | ------------- | ----------------- | ----------------------------- | -------------------------------------- | -------------------------------- | --------------------------- | ----------------- | -------- |
| Miguel Ángel Botta | Légsúly       | erőnyerő          | Segundo Macalalad (PHI) · 3-2 | Ezrael Illkhanouf (IRI) · visszalépett | Török Gyula (HUN) · 0-5          | kiesett                     | kiesett           | 5.       |
| Carlos Cañete      | Harmatsúly    | erőnyerő          | Katsuo Haga (JPN) · 0-5       | kiesett                                | kiesett                          | kiesett                     | kiesett           | 17.      |
| Carlos Aro         | Pehelysúly    |                   | Baranyai Lajos (HUN) · 5-0    | Boris Nikonorov (URS) · 0-5            | kiesett                          | kiesett                     | kiesett           | 9.       |
| Abel Laudonio      | Könnyűsúly    | erőnyerő          | Jozef Töre (TCH) · 5-0        | Dagfinn Næss (NOR) · RSC               | Vilikton Barannyikov (URS) · 5-0 | Sandro Lopopolo (ITA) · 2-3 | kiesett           |          |
| Luis Aranda        | Kisváltósúly  | erőnyerő          | Rogelio Reyes (MEX) · 4-1     | Piero Brandi (ITA) · 1-4               | kiesett                          | kiesett                     | kiesett           | 9.       |
| Aurelio González   | Váltósúly     | erőnyerő          | Shishman Mitsev (BUL) · 2-3   | kiesett                                | kiesett                          | kiesett                     | kiesett           | 17.      |
| Celedonio Lima     | Nagyváltósúly |                   | erőnyerő                      | Jeffrey Alleyne (CAN) · RSC            | Wilbert McClure (USA) · 2-3      | kiesett                     | kiesett           | 5.       |
| Rodolfo Loza       | Középsúly     |                   | Carlos Lucas (CHI) · 1-4      | kiesett                                | kiesett                          | kiesett                     | kiesett           | 17.      |
| Rafael Gargiulo    | Félnehézsúly  |                   | erőnyerő                      | José Leite (BRA) · RSC                 | Giulio Saraudi (ITA) · 2-3       | kiesett                     | kiesett           | 5.       |
| Eduardo Corletti   | Nehézsúly     |                   | erőnyerő                      | Obrad Sretenović (YUG) · 1-4           | kiesett                          | kiesett                     | kiesett           | 9.       |

## Öttusa
| Versenyző                              | Versenyszám | Lovaglás | Lovaglás | Lovaglás | Lovaglás | Vívás    | Vívás | Vívás | Lövészet | Lövészet | Lövészet | Úszás  | Úszás | Úszás | Futás   | Futás | Futás | Összesen    | Összesen |
| Versenyző                              | Versenyszám | Idő      | Bünt.    | Pont     | Hely.    | Eredmény | Pont  | Hely. | Pontszám | Pont     | Hely.    | Idő    | Pont  | Hely. | Idő     | Pont  | Hely. | Összes pont | Helyezés |
| -------------------------------------- | ----------- | -------- | -------- | -------- | -------- | -------- | ----- | ----- | -------- | -------- | -------- | ------ | ----- | ----- | ------- | ----- | ----- | ----------- | -------- |
| Raúl Bauza                             | Egyéni      | 8:15,2   | 0        | 1135     | 6.       | 31–26    | 724   | 24.   | 163      | 360      | 55.      | 4:08,8 | 960   | 13.   | 16:37,0 | 709   | 49.   | 3888        | 40.      |
| Luis Ribera                            | Egyéni      | 8:09,0   | 0        | 1153     | 3.       | 33–24    | 770   | 17.   | 189      | 880      | 8.       | 4:09,9 | 955   | 15.   | 15:45,0 | 865   | 38.   | 4623        | 13.      |
| Carlos Stricker                        | Egyéni      | 8:33,0   | 0        | 1081     | 15.      | 19–38    | 448   | 51.   | 180      | 700      | 39.      | 4:05,1 | 975   | 7.    | 16:01,2 | 817   | 45.   | 4021        | 36.      |
| Raúl Bauza Luis Ribera Carlos Stricker | Csapat      |          |          | 3369     | 2.       |          | 1804  | 10.   |          | 1940     | 14.      |        | 2890  | 3.    |         | 2391  | 14.   | 12394       | 10.      |

## Sportlövészet
Férfi
| Versenyző              | Versenyszám                    | Selejtező | Selejtező  | Selejtező  | Döntő   | Döntő    |
| Versenyző              | Versenyszám                    | Csoport   | Pont       | Helyezés   | Pont    | Helyezés |
| ---------------------- | ------------------------------ | --------- | ---------- | ---------- | ------- | -------- |
| Oscar Cervo            | Gyorstüzelő pisztoly           |           |            |            | 567     | 32.      |
| Melchor López          | Sportpuska, fekvő              | B         | 379        | 28.        | kiesett | =55.     |
| Cirilo Nassiff         | Sportpuska, fekvő              | A         | 380        | 26.        | 573     | 40.      |
| Pedro Armella          | Sportpuska, összetett          | B         | 554        | 13.        | 1106    | 34.      |
| Pedro Armella          | Szabadpuska, összetett (300 m) | B         | 548        | 10.        | 1078    | 25.      |
| Jorge di Giandoménico  | Szabadpuska, összetett (300 m) | A         | 548        | 10.        | 1088    | 22.      |
| Jorge di Giandoménico  | Sportpuska, összetett          | A         | 543        | 19.        | 1107    | 33.      |
| Juan Gindre            | Trap                           |           | nincs adat | nincs adat | kiesett | kiesett  |
| Juan Ángel Martini Sr. | Trap                           |           | nincs adat | nincs adat | kiesett | kiesett  |

## Torna
Férfi
| Versenyző     | Versenyszám      | Selejtező | Selejtező | Döntő    | Döntő    |
| Versenyző     | Versenyszám      | Pontszám  | Helyezés  | Pontszám | Helyezés |
| ------------- | ---------------- | --------- | --------- | -------- | -------- |
| Juan Caviglia | Talaj            | 17,35     | =92.      | kiesett  | kiesett  |
| Juan Caviglia | Ugrás            | 16,30     | =117.     | kiesett  | kiesett  |
| Juan Caviglia | Korlát           | 14,10     | =122.     | kiesett  | kiesett  |
| Juan Caviglia | Nyújtó           | 16,50     | =104.     | kiesett  | kiesett  |
| Juan Caviglia | Gyűrű            | 15,40     | 119.      | kiesett  | kiesett  |
| Juan Caviglia | Lólengés         | 14,50     | 114.      | kiesett  | kiesett  |
| Juan Caviglia | Egyéni összetett |           |           | 94,15    | 116.     |

## Úszás
Férfi
| Versenyző       | Versenyszám    | Előfutam | Előfutam | Előfutam | Elődöntő | Elődöntő | Elődöntő | Döntő   | Döntő    |
| Versenyző       | Versenyszám    | Idő      | Hely.    | Össz.    | Idő      | Hely.    | Össz.    | Idő     | Helyezés |
| --------------- | -------------- | -------- | -------- | -------- | -------- | -------- | -------- | ------- | -------- |
| Luis Nicolao    | 100 m gyors    | 1:00,2   | 6.       | 37.*     | kiesett  | kiesett  | kiesett  | kiesett | kiesett  |
| Luis Nicolao    | 200 m pillangó | 2:23,9   | 2.       | 10.*     | 2:26,8   | 7.       | 12.*     | kiesett | kiesett  |
| Fernando Fanjul | 200 m pillangó | 2:25,2   | 3.       | 18.      | kiesett  | kiesett  | kiesett  | kiesett | kiesett  |
| Pedro Diz       | 100 m hát      | 1:04,7   | 2.       | 10.**    | 1:05,0   | 6.       | 11.      | kiesett | kiesett  |

* - egy másik versenyzővel azonos időt ért el

** - három másik versenyzővel azonos időt ért el

## Vitorlázás
Nyílt
| Versenyző                                                 | Versenyszám | Futam | Futam | Futam | Futam | Futam | Futam | Futam | Pontszám | Helyezés |
| Versenyző                                                 | Versenyszám | 1     | 2     | 3     | 4     | 5     | 6     | 7     | Pontszám | Helyezés |
| --------------------------------------------------------- | ----------- | ----- | ----- | ----- | ----- | ----- | ----- | ----- | -------- | -------- |
| Ricardo Boneo                                             | Finn dingi  | 323   | 469   | 691   | 1168  | 303   | (0)   | 0     | 2954     | 19.      |
| Víctor Fragola Roberto Mieres                             | Csillaghajó | 286   | 174   | 286   | (154) | 370   | 370   | 261   | 1747     | 17.      |
| Carlos Sieburger Roberto Sieburger Enrique Sieburger, Jr. | 5,5 méteres | (426) | 1079  | 602   | 1079  | 681   | 426   | 535   | 4402     | 4.       |
| Héctor Calegaris Jorge del Río Jorge Salas                | Sárkányhajó | 356   | 1532  | 1231  | 833   | 1231  | (0)   | 532   | 5715     |          |

## Vívás
Férfi
| Versenyző                                                 | Versenyszám       | Csoportkör | Csoportkör       | Csoportkör | Csoportkör | Csoportkör        | Csoportkör  | Csoportkör        | Csoportkör | Csoportkör        | Csoportkör | Helyezés    |
| Versenyző                                                 | Versenyszám       | 1. kör | 1. kör           | 2. kör | 2. kör     | Negyeddöntő       | Negyeddöntő | Elődöntő          | Elődöntő   | Döntő             | Döntő      | Helyezés    |
| Versenyző                                                 | Versenyszám       | Ellenfél Eredmény | Hely.            | Ellenfél Eredmény | Hely.      | Ellenfél Eredmény | Hely.       | Ellenfél Eredmény | Hely.      | Ellenfél Eredmény | Hely.      | Helyezés    |
| --------------------------------------------------------- | ----------------- | --- | ---------------- | --- | ---------- | ----------------- | ----------- | ----------------- | ---------- | ----------------- | ---------- | ----------- |
| Alberto Balestrini                                        | Párbajtőr, egyéni | 9. csoport · Guram Kosztava (URS) · 5-3 · Rolf Wiik (FIN) · 5-2 · Mohamed Ramadan (LIB) · 5-2 · Ángel Roldán (MEX) · 5-4 · Andreas Soeratman (INA) · 5-1 · Jesús Díez (ESP) · 5-4                                        | 1.               | 2. csoport · Brian Pickworth (NZL) · 5-1 · Sákovics József (HUN) · 3-5 · Wiesław Glos (POL) · 3-5 · Roger Achten (BEL) · 3-5 · Alberto Pellegrino (ITA) · nem vívtak | 5.         | kiesett           | kiesett     | kiesett           | kiesett    | kiesett           | kiesett    | helyezetlen |
| Raúl Martínez                                             | Párbajtőr, egyéni | 3. csoport · George Carpenter (IRL) · 5-1 · Claudio Polledri (SUI) · 5-2 · Abderrahman Sebti (MAR) · 5-1 · Tabucsi Kazuhiko (JPN) · 4-5 · Alberto Pellegrino (ITA) · 1-5 · David Micahnik (USA) · 2-5                    | 4.               | kiesett | kiesett    | kiesett           | kiesett     | kiesett           | kiesett    | kiesett           | kiesett    | helyezetlen |
| Juan Larrea                                               | Kard, egyéni      | 5. csoport · Alexander Leckie (GBR) · 5-2 · Jaime Duque (COL) · 5-0 · Jakov Rilszkij (URS) · 2-5 · Ladislau Rohony (ROU) · 1-5 · William Fajardo (MEX) · 2-5                                                             | 4.               | kiesett | kiesett    | kiesett           | kiesett     | kiesett           | kiesett    | kiesett           | kiesett    | helyezetlen |
| Daniel Sande                                              | Kard, egyéni      | 6. csoport · Ramón Martínez (ESP) · 5-4 · António Marquilhas (POR) · 5-2 · Sonosuke Fujimaki (JPN) · 5-2 · Horváth Zoltán (HUN) · 1-5 · Jacques Roulot (FRA) · nem vívtak                                                | 3.               | 5. csoport · Alexander Leckie (GBR) · 5-3 · Kárpáti Rudolf (HUN) · 1-5 · Roberto Ferrari (ITA) · 3-5 · Teodoro Goliardi (URU) · 3-5 · Wilfried Wöhler (EUA) · 3-5    | 5.         | kiesett           | kiesett     | kiesett           | kiesett    | kiesett           | kiesett    | helyezetlen |
| Gustavo Vassallo                                          | Kard, egyéni      | 7. csoport · Aleksandar Vasin (YUG) · 5-4 · Ali Annabi (TUN) · 5-2 · David Tisler (URS) · 1-5 · Walter Köstner (EUA) · 1-5 · Palle Frey (DEN) · 4-5 · Rájátszás: · Palle Frey (DEN) · 5-1 · Aleksandar Vasin (YUG) · 4-5 | 4. Rájátszás: 2. | kiesett | kiesett    | kiesett           | kiesett     | kiesett           | kiesett    | kiesett           | kiesett    | helyezetlen |
| Rafael González Juan Larrea Daniel Sande Gustavo Vassallo | Kard, csapat      | 3. csoport · Szovjetunió (URS) · 1-9 | 2.               | Egyesült Német Csapat (EUA) · 4-9 |            | kiesett           |             | kiesett           |            | kiesett           |            | =9.         |

## Vízilabda
| Argentin férfi vízilabdacsapat-játékoskeret                              | Argentin férfi vízilabdacsapat-játékoskeret |
| ------------------------------------------------------------------------ | ------------------------------------------- |
| - Alfredo Carnovali - Osvaldo Codaro - Pedro Consuegra - Roberto Fischer | - Jorge Lucey - Ernesto Parga - Diego Wolf  |

### Eredmények
Csoportkör
B csoport
| Csapat                      | M | Gy | D | V | G+ | G– | Gk  | P |
| --------------------------- | - | -- | - | - | -- | -- | --- | - |
| Szovjetunió (URS)           | 3 | 3  | 0 | 0 | 20 | 10 | +10 | 6 |
| Egyesült Német Csapat (EUA) | 3 | 2  | 0 | 1 | 15 | 9  | +6  | 4 |
| Argentína (ARG)             | 3 | 0  | 1 | 2 | 7  | 14 | –7  | 1 |
| Brazília (BRA)              | 3 | 0  | 1 | 2 | 7  | 16 | –9  | 1 |

| 1960. augusztus 25. 21:30 | Argentína (ARG) | 2 – 2 | Brazília (BRA) |  |
| 1960. augusztus 25. 21:30 | (0 – 1)         |       |                |  |
| 1960. augusztus 25. 21:30 |                 |       |                |  |

| 1960. augusztus 27. 10:00 | Szovjetunió (URS) | 7 – 4 | Argentína (ARG) |  |
| 1960. augusztus 27. 10:00 | (5 – 2)           |       |                 |  |
| 1960. augusztus 27. 10:00 |                   |       |                 |  |

| 1960. augusztus 29. 23:15 | Egyesült Német Csapat (EUA) | 5 – 1 | Argentína (ARG) |  |
| 1960. augusztus 29. 23:15 | (2 – 0)                     |       |                 |  |
| 1960. augusztus 29. 23:15 |                             |       |                 |  |

| Csapat          | Helyezés |
| --------------- | -------- |
| Argentína (ARG) | 11.      |